# Цзяохэ (городище)
Цзяохэ или Ярхото (кит. 交河故城) — руины города (городище) в долине Ярназ, в 10 км к западу от города Турфан в Синьцзян-Уйгурском автономном районе Китая. Город был столицей царства Джуши. Это естественная крепость, расположенная на вершине крутого утеса на листообразном плато между двумя глубокими речными долинами.

## Названия
В хронике Хоу Ханьшу написано:
«Царь Ближнего Джуши [Турфан]1 живёт в городе Цзяохэ [Ярхото, 20 ли к западу от Турфана]. Река делится на две части и окружает город, поэтому он называется Цзяохэ („Речной узел“).»
Лайонел Джайлс записал следующие названия города (его китайские названия в транскрипционной системе Уэйда-Джайлса заменены на пиньинь):
Цзяохэ, древняя столица Турфана [Хань];
Джуши Цяньвантинг (Царский Суд Переднего / Ближнего Джуши) [Поздний Хань];
Гаочан Цзюнь [Цзинь];
Си Чжоу [Тан];
Ярхото [современное название].
Аурель Стейн предположил, что имя Ярхото представляет собой сочетание тюркских и монгольских слов, происходящих от яр (тюрки: овраг) и хото (монгольский: город).

## История
С 108 года до н. э. до 450 года н. э. Цзяохэ был столицей Переднего Царства Джуши. Он занимал важное место вдоль Великого шёлкового пути, ведущего на запад, и примыкавшего к царствам Корла и Карашар на западе. С 450 года по 640 год н. э. город стал префектурой Цзяо в династии Тан, а в 640 году он стал местом резиденцией нового уезда Цзяохэ. С 640 года по 658 год н. э. он также являлся резиденцией генерал-протектора Западного края, высшей военной должности китайского военного командира, размещённой на западе. С начала IX века он стал префектурой Цзяохэ Уйгурского каганата, пока их царство не было завоёвано киргизами вскоре после этого в 840 году.
Город был построен на большом островке (1650 м в длину, 300 м в самом широком месте) в середине реки, которая образовывала естественные оборонительные сооружения, что объясняло, почему в городе не было каких-либо стен. Вместо этого крутые скалы высотой более 30 метров со всех сторон реки выступали в роли естественных стен. Планировка города имела восточные и западные жилые кварталы, в то время как северная часть была зарезервирована для буддийских храмов и ступ. Наряду с этим имеются примечательные кладбища и руины большого правительственного учреждения в южной части восточного квартала. Согласно записям династии Тан, население составляло 7000 человек.
Город был окончательно заброшен после его разрушения во время вторжения монголов во главе с Чингисханом в XIII веке.
Руины посетил археолог и исследователь Аурель Стейн, который описал их как «лабиринт разрушенных жилищ и святынь, вырезанных по большей части из лёссовой почвы», и пожаловался что использование земли местными фермерами и вмешательство государства в его деятельность помешали экспертизе. Городище было частично раскопано в 1950-х годах и было взято под охрану правительством КНР в 1961 году. Сейчас предпринимаются попытки защитить это городище и другие руины города Великого шёлкового пути.

## Сохранение
Национальный исследовательский институт культурных ценностей Нара и Синьцзянское бюро культурных реликвий сотрудничают в совместной деятельности по сохранению руин этого места с 1992 года. В 2014 году руины Цзяохэ после нескольких лет подготовки стали частью объектов Всемирного наследия ЮНЕСКО на Шёлковом пути.